# داوی خوزه سیلوا دو ناسیمنتو
داوی خوزه سیلوا دو ناسیمنتو (به پرتغالی: Davi José Silva do Nascimento) مهاجم اهل برزیل است که در شهر فورتالزا و در تاریخ ۱۰ مارس ۱۹۸۴ به دنیا آمده است.
داوی خوزه سیلوا دو ناسیمنتو در تیم‌های فوتبال Ipitanga، باشگاه ورزشی ویتوریا، باشگاه فوتبال سنترو اسپورتیوو آلاگوانو، کونسادول ساپورو، کونسادول ساپورو، ناگویا گرامپوس، باشگاه ورزشی ام صلال، باشگاه فوتبال بیجینگ گوان، باشگاه فوتبال ونتفورت کوفو، کاشیما آنتلرز سابقهٔ حضور دارد.